# Petra Vargová
Petra Vargová (* 19. března 1973 Praha) je česká umělkyně známá také pod pseudonymem citoyen. Patří ke generaci umělců, kteří na českou výtvarnou scénu nastoupili ve druhé polovině 90. let 20. století. Vystudovala AVU, kde prošla ateliéry konceptuálních tendencí (Miloš Šejn) a multimediální tvorby (Milan Knížák), až nakonec zakotvila v ateliéru nových médií, jenž jejímu naturelu vyhovoval nejvíc. Je patrně nejvýraznější českou umělkyní, jež ve své tvorbě systematicky využívá tzv. nové technologie.[zdroj⁠?!]

## Životopis
Studovala na Akademii výtvarných umění v Praze se zaměřením na konceptuální umění, intermediální umění, umění nových médií. Akademii dokončila v roce 2002. Její dosavadní tvorba je spjata s průzkumem možností a výrazových prostředků, poskytovaných novými médii: video instalace, počítačové animace, interaktivní instalace a virtuální realita.

## Tvorba

### Socha s lidským jádrem
Dílo z roku 1996 představovalo průhledný nafukovací objekt, do nějž mohl divák vstoupit, načež byl jeho pohyb stabilizován v určité poloze systémem nafukovacích polštářů. Diváci tak mohli skrz průhledné stěny vidět „sochu s lidským jádrem.“

### Monster
Video instalace představená na Bienále mladého umění Zvon v roce 1996, kde byl divák nucen sledovat velkou projekční plochu s plavcem z bezprostřední blízkosti.

### Pets
V počítači modelované 3D objekty s povrchovou texturou připomínající zvířecí srst z roku 1996.

### Pahýly
(1999) V počítači přetransformovaný 2D skic do 3D objektu. Pro texturování jejich povrchu použila svou vlastní naskenovanou kůži.

### DNA
(1999) Téma intenzivního fyzického prožitku vlastního těla.

### Tajný příběh
(videosmyčka, 2006)

### Dead or Alive 2
(2001) Remake počítačové hry, kde se dokonce proměnila ve virtuální bojovnici (tato její práce se později stala součástí sbírky Rhizome ArtBase Nového muzea pro současné umění v New Yorku, prezentované na internetu).

### Koule
(2001) Projekt pro Galerii Jiří Švestka představoval bezprostřední interakci mezi skutečným a virtuálním – divák zde mohl stlačováním hmotného objektu koule ovládat obraz koule na monitoru počítače, při větším stisku pak virtuální koule explodovala a celý proces začínal znovu.

### 3D stereometrická projekce
Další kapitolou autorčiny tvorby jsou jakási prostředí – ať již virtuální či materiální, v nichž jde o navození intenzivního senzorického prožitku. Passive_6628 (2002), 3D stereometrická projekce, kdy se divák po nasazení polarizačních brýlí ocitnul v prostředí neslyšně padajících třešňových květů, v Sound Flowers (2007) se zase pohyboval mezi tvarově stylizovanými objekty květin, jež byly kinetické, při dotyku vydávaly lehké zvonivé zvuky a navozovaly estetizovaný prožitek severské zimní krajiny.

## Současnost
V poslední době se tvorba Vargové stále více odklání od tělesnosti směrem k dematerializaci a čistě vizuálním vjemům, zajímá ji působení barev a jejich juxtapozic a náhodná uspořádání jednoduchých tvarů. To vše opět generuje pomocí programovaných algoritmů. Podstatná je pro ni formální oproštěnost a krása ideálních forem (kruh) a potenciální možnost nekonečnosti, jež tyto otevřené řady sugerují.

## Samostatné výstavy
- 2007 Sound Flowers, Hunt Kastner Artworks, Prague, Czech Republic ::visit::
- 2006 Black and White, 300m3 Art Space, Göteborg, Sweden
- 2005 passive_6628, centre d'art Passerelle, Brest, France
- 2003 EyeWorks, City Gallery Prague, Old Town Hall, Prague, Czech Republic
- 2001 Sphere, Jiri Svestka Gallery, Prague, Czech Republic